# الن هال
الن هال (انگلیسی: Ellen Hall؛ زاده ۱۸ آوریل ۱۹۲۳ – درگذشته ۲۴ مارس ۱۹۹۹) هنرپیشه، و بازیگر تلویزیون اهل ایالات متحده آمریکا بود.
از فیلم‌ها یا برنامه‌های تلویزیونی که وی در آن نقش داشته‌است می‌توان به در جبهه غرب خبری نیست اشاره کرد.